# 愼修
愼修（朝鮮語: 신수、? - 1101年）は、朝鮮氏族の居昌愼氏の始祖である。
中国宋の開封人で高麗文宗時代に朝鮮に帰化した。

## 家系
息子の愼安之は、中国語に堪能で、中国へ送る公文書関連の仕事を担当した。